# Giovanni Tebaldini
Giovanni Tebaldini (Brescia, 7 settembre 1864 – San Benedetto del Tronto, 11 maggio 1952) è stato un organista, compositore, musicologo e direttore d'orchestra italiano.

## Biografia
Allievo di Paolo Chimeri, dopo essersi dedicato alla musica profana e teatrale, incoraggiato da Guerrino Amelli, iniziò ad impegnarsi nella musica sacra, diventando uno dei maggiori esponenti del Movimento Ceciliano.In quest'ambito fu amico e collaboratore di Giuseppe Terrabugio.
Studiò al Conservatorio di Milano (1883-1886), alunno di Amilcare Ponchielli; fu organista presso la cattedrale di Piazza Armerina (1887), si perfezionò alla Kirchenmusikschule di Ratisbona (1889) con M. Haller e Franz Xaver Haberl. Diresse la Cappella Marciana a Venezia (dal 1889 al 1894, ottenendo la stima del cardinale Giuseppe Sarto); la Cappella Musicale della Basilica del Santo a Padova (1894-1897); il Conservatorio di Parma (dal 1897 al 1902, periodo in cui ebbe rapporti con Giuseppe Verdi); la Cappella Musicale della Basilica della Santa Casa di Loreto. Insegnò al Conservatorio «San Pietro a Majella» di Napoli (1925-1930); diresse il Liceo musicale «Claudio Monteverdi» di Genova (1930-1932).
Ricevette varie onorificenze, tra cui le nomine a Caballero de la Real Orden de Isabel la Catolica de Espana (1897), e a Cavaliere (1900) e Commendatore (1916) dell'Ordine della Corona d'Italia; la Commenda dell'Ordine di San Silvestro dal Papa Pio X (1906), l'Encomio Solenne dall'Accademia d'Italia (1940) e la nomina ad Accademico di Santa Cecilia (1951).
Compose musica profana (46 titoli, fra i quali un ispirato Epicedio in memoria dei martiri partigiani  Paolo e Bruno Brancondi); musica sacra (142); trascrisse e ridusse circa 130 partiture di antichi maestri: Rappresentazione di Anima e di Corpo di Emilio de' Cavalieri, Euridice di Jacopo Peri e Giulio Caccini, «Jephte» di Carissimi, ecc.
È autore di importanti pubblicazioni: Metodo di studio per l'ogano moderno con Marco Enrico Bossi (1893), L'archivio musicale della Cappella Antoniana in Padova (1895), L'archivio musicale della Cappella Lauretana (1921), Ildebrando Pizzetti nelle 'memorie' di Giovanni Tebaldini (1931), Trattato di composizione di Peter Piel (tradotto dal tedesco).
È stato critico musicale dei periodici: «Gazzetta Musicale di Milano», «Musica sacra», «La Scuola Veneta di Musica Sacra», «Rivista Musicale Italiana» e di altre testate; dei quotidiani «La Sentinella Bresciana», «La Lega Lombarda», «Corriere d'Italia», «Il Giornale d'Italia», ecc. Ha scritto vari saggi e tenuto 175 conferenze.